# Jun'ichi Kōchi
幸内纯一
Jun'ichi Kōchi (幸内纯一, Kōchi Jun'ichi) ; Préfecture d'Okayama, 1886-1970) est un peintre, dessinateur et réalisateur d'anime japonais. Il est l'un des pionniers de l'animation japonaise.

## Biographie
Après des études d'art (notamment la peinture), Jun'ichi Kōchi entre en 1907 à la rédaction du magazine satirique Tokyo Puck en tant qu'illustrateur et caricaturiste.
En 1916, la maison de production cinématographique Kobayashi Shokai lui propose de réaliser l'un des premiers films d'animation du Japon. Ce court métrage, intitulé Hanawa Hekonai Meito no Maki (Le sabre flambant neuf de Hanawa Hekonai), est présenté en juin de l'année suivante (1917) ; il raconte l'histoire humoristique d'un homme qui achète un sabre émoussé, mais qui va se révéler de grande valeur. Ce film est novateur dans l'art de concevoir l'animation car il utilise pour la première fois les niveaux de gris dans le rendu de la luminosité, et incorpore par là-même la notion d'ombre.
En 1918, à la suite des difficultés économiques du Kobayashi Shokai, Jun'ichi Kōchi décide de se consacrer pleinement à ses activités journalistiques. Il ne reviendra à l'animation qu'en 1923, lorsqu'il crée son propre studio de production, nommé Sumikazu Eiga Sosaku-sha, avec lequel il diffusera principalement des vidéos de propagande. Parmi ses œuvres de cette période, on retiendra notamment Hyoroku musha shugyo en 1926 et Chongire hebi en 1930.
Jun'ichi Kōchi abandonne définitivement l'animation en 1930 pour devenir mangaka à plein temps. Il comptera d'ailleurs parmi ses assistants Noburō Ōfuji.

## Filmographie

### Réalisateur
- 1917 : Hanawa Hekonai meitō no maki (塙凹内名刀之巻?)
- 1917 : Chamebō kūkijū no maki (茶目坊空気銃の巻?)
- 1917 : Hanawa Hekonai kappa matsuri (塙凹内かっぱまつり?)
- 1920 : Hyoroku musha shugyō (兵六武者修行?)
- 1924 : Ninki no shōten ni tateru Gotō Shinpei (人気の焦点に立てる後藤新平?)
- 1924 : Hōshu no Sasayaki (宝珠のささやき?)
- 1925 : Kokka o sukū he (国家を救へ?)
- 1925 : Sameyo yūkensha (醒めよ有権者?)
- 1925 : Yosan seiji (予算政治?)
- 1925 : Shisei sasshin (市制刷新?)
- 1926 : Hyoroku musha shugyo
- 1927 : Eiga enzetsu – Seiji no rinrika (映画演説　政治の倫理化?)
- 1927 : Kyōdō no chikara (協同の力?)
- 1928 : Fusen man shi tokubetsu gikai (普選漫史特別議会?)
- 1929 : Fusen man shi kyōtei an no maki (普選漫史協定案の巻?)
- 1930 : Chongire hebi (ちょん切れ蛇?)

### Scénariste
- 1926 : Eiga enzetsu: Seiji no rinrika

### Animateur
- 1926 : Eiga enzetsu: Seiji no rinrika